# Mount Nebo
Mount Nebo je hora na východě Juab County, na západě Utahu.
S nadmořskou výškou 3 636 metrů je nejvyšší horou pohoří Wasatch Range a náleží do desítky nejvyšších hor v Utahu s prominencí vyšší než 500 metrů.
Leží v jižní části pohoří, v centrálním Utahu, přibližně 30 kilometrů jižně od Utažského jezera.
Je součástí středních Skalnatých hor. Hora má tři hlavní vrcholy, nejvyšší z nich leží severně.
Od poloviny října do července jsou vyšší části hory zasněžené.